# Димитър Йовчев
Димитър Христов Йовчев е политик от БКП.

## Биография
Роден е на 31 август 1919 г. в ямболското село Окоп. Като ученик членува в маркисистки кръжоци и е секретар на ремсова група. След 9 септември 1944 г. е партиен секретар в родното си село. От 1946 г. е секретар на Околийския комитет на БКП в Ямбол. Между 1946 и 1949 г. учи във Висшата партийна школа при ЦК на БКП. От 1948 г. е втори секретар, а след това и първи секретар на Околийския комитет. През 1959 г. става секретар на Окръжния комитет на БКП в Ямбол, отговарящ за селското стопанство. От 1967 г. е първи секретар на Окръжния комитет на БКП в Ямбол. В периода 5 ноември 1962 – 2 април 1976 г. е кандидат-член на ЦК на БКП. С указ № 2169 от 11 октомври 1974 г. е обявен за Герой на социалистическия труд поради предсрочното изпълнение на петгодишния план с 1 година по отношение на производството и изкупуването на пшеница, с което прави своя окръг първи в страната. През 1976 г. започва работа в ЦК на БКП като заместник-завеждащ отдел. След това е заместник-министър на земеделието и хранителната промишленост, както и генерален директор на ДСО „Водно стопанство“. Награждаван е с „Орден на труда“ – златен, орден „Народна свобода 1941 – 1944 г.“ II ст., орден „9 септември 1944 г.“ I ст. и два пъти орден „Народна република България“ I ст.